# Messerschmitt Me 321
Messerschmitt Me 321 Gigant byl obří nákladní kluzák vyvinutý německou firmou Messerschmitt během druhé světové války.

## Vznik
Během příprav na invazi do Británie na počátku druhé světové války (Operace Lvoun) si vrchní velení německých sil OKH vyžádalo stavbu nákladního kluzáku, který by mohl přepravit 130 plně vyzbrojených vojáků nebo tank Pz IV. OKH si totiž uvědomovalo, že nebude možné přepravovat všechny důležité zbraně a vybavení po moři. Nákladní kluzáky byly také potřeba k rychlému zabezpečení obsazených předmostí. Dobytí belgické pevnosti Eben-Emael 10. května 1940 bylo pro německé velení dostatečným důkazem, že použití kluzáků při invazi je naprosto nezbytné. Vypracováním projektu a případnou pozdější sériovou výrobou byly pověřeny společnosti Messerschmitt v Leipheimu a Junkers.
První vzlet prototyp Me 321 V1 vykonal 7. března 1941 ve vleku za čtyřmotorovým letounem Junkers Ju 90. Při zkouškách se ukázalo, že Me 321 byl tak těžký, že musel být tažen třemi Messerschmitty Bf 110 C, což bylo nepraktické a nebezpečné. Me 321 byl navíc vybaven čtyřmi pomocnými raketovými motory na kapalné palivo. Speciální vlečné pětimotorové letouny Heinkel He 111Z-1 byly jednotkám dodávány až v létě a na podzim 1942.
Do konce roku 1941 bylo vyrobeno 100 Me 321 A-1. Mezitím byl zalétán druhý prototyp Me 321 V2 s instalovaným dvojitým systémem řízení a místem pro druhého pilota. Na základě druhého prototypu vznikla verze Me 321 B-1 vyrobená do konce roku 1941 v počtu 86 exemplářů. Počátkem roku 1942 bylo postaveno ještě 14 Gigantů.

## Popis konstrukce
Me 321 byl jednoduchý vzpěrový hornoplošník s kostrou trupu z ocelových trubek opatřenou dřevěnými profilovanými částmi a potaženou plátnem. Křídlo smíšené konstrukce s dřevěnými žebry bylo vyztuženo jednoduchými vzpěrami ve tvaru V. Přední část křídla byla potažena překližkou, zbytek krylo plátno. V přední části trupu se nacházela dvoudílná nákladová vrata otevíraná do boku. Kabina osádky byla umístěna v horní přední části trupu ve výšce náběžné hrany křídla. Bylo zde místo pro pilota, radiotelegrafistu a velitele nakládky. Po obou stranách trupu za odtokovou hranou křídla se nacházela dodatečná dvoudílná vrata. Dřevěné ocasní plochy s jednoduchou SOP byly potaženy plátnem. podvozek se skládal za čtyř zatahovatelných ližin umístěných pod trupem a jedné manší ostruhové ližiny. Ke vzletu sloužil odhazovatelný čtyřkolový vozík o celkové hmotnosti 1200 kg. Při prázdné hmotnosti 12 400 kg byl schopen přepravit až 20 000 kg nákladu. Objem nákladového prostoru byl 108 m³, jeho šířka 3,15 m a výška 3,30 m. Obvyklou obrannou výzbroj tvořily dva až čtyři kulomety MG 15 ráže 7,92 mm ve střelištích na přídi trupu nad nákladovými vraty. Dodatečně mohly být v bočních oknech trupu instalovány kulomety MG 34 ráže 7,92 mm, kterými byla vyzbrojena přepravovaná pěchota.

## Nasazení
K jednotkám byl dodáván od června 1941 až do dubna 1942. První skupina vyzbrojená Giganty byla Grossraumlastenseglergruppe Me 321. Zpočátku se skládala ze tří letek po šesti kluzácích Me 321 a ze tří letek vlečných letounů po 12 strojích BF 110 C. Po vypuknutí války se SSSR byla organizace skupiny změněna na čtyři samostatné letky Sonderstaffeln, z nichž každá měla pět kluzáků a 15 vlečných strojů. Letky byly přiděleny k jednotlivým leteckým armádám. Giganty ze Staffel 1 pod velením Oberleutnanta Melzera se účastnily operací při obsazování ostrovů Muhu, Saaremaa a Hiiumaa v Baltském moři. Kluzáky Staffel 22, které velel Oberleutnant Schafer, prováděly většinu letů ze základny Orša na letiště Šatalovskaja umístěné poblíž fronty, na které dopravovaly sudy s benzínem. V prosinci 1941 byly letky 1, 2, 4 a 22 staženy z fronty a rozpuštěny. Počátkem roku 1942 se část kluzáků na východní frontu vrátila. V této době se k jejich vlekání používaly pouze letouny He 111 Z. Hlavním úkolem Me 321 bylo zásobování německých jednotek obklíčených v důsledku zimní ofenzívy Rudé armády. V lednu 1943 bylo rozhodnuto použít tyto stroje při zásobování obklíčené 6. armády. Giganty se však do oblasti Stalingradu dostaly teprve 28. ledna, kdy již boje ustávaly a k jejich bojovému nasazení nedošlo. Me 321 byly přemístěny na letiště Bagerovo na Krymu, odkud prováděly zásobovací lety a převážely raněné z předmostí na Kubáni. Poslední bojové operace uskutečnily Me 321 v létě 1943 v centrální části východní fronty.

## Specifikace (Me 321B)

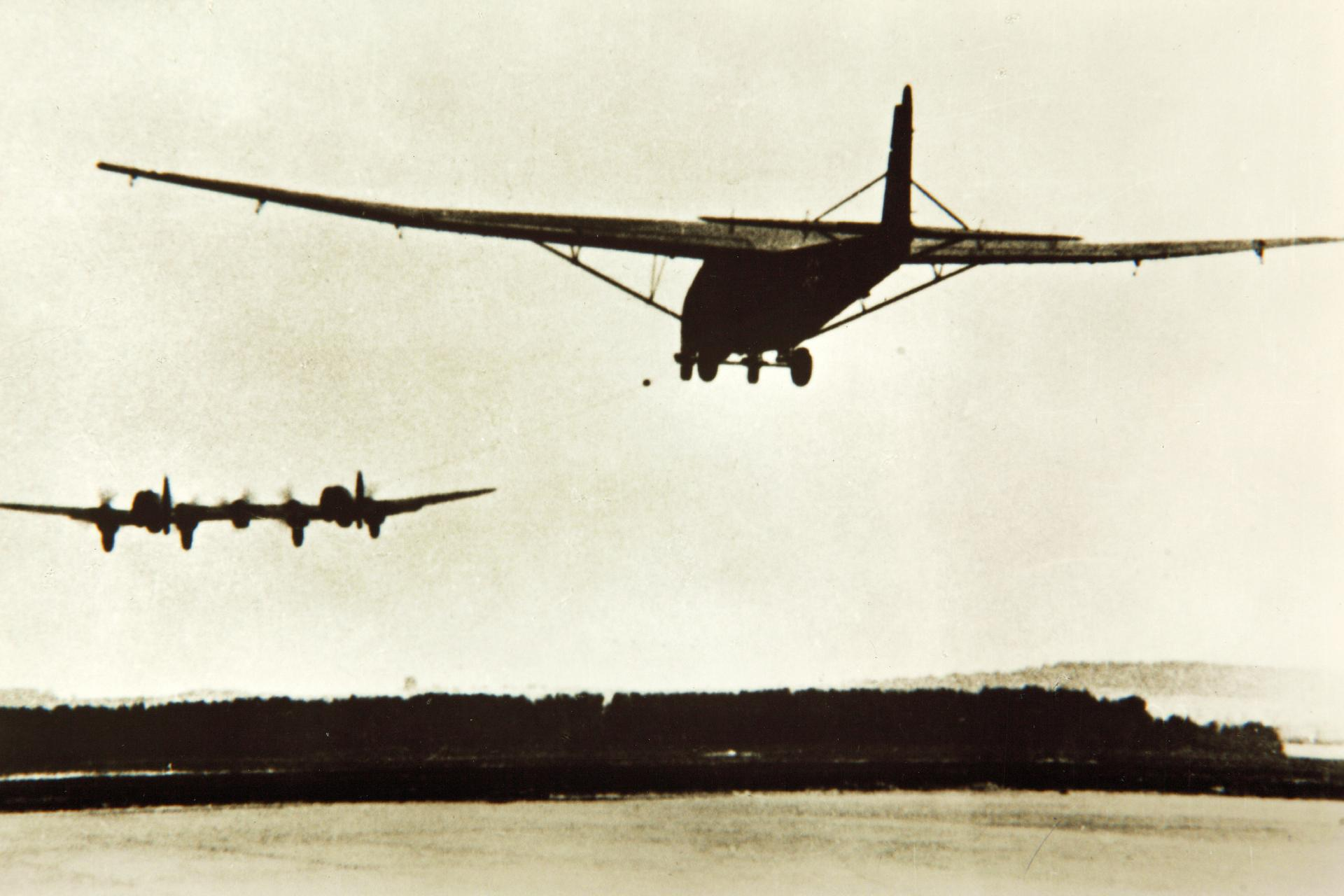
Me 321 ve vleku za He 111Z

### Technické údaje
- Osádka: 6 (2 piloti, 2 střelci, radista, šéf nákladu)
- Rozpětí: 55 m
- Délka: 28,15 m
- Výška: 10,15 m
- Nosná plocha: 300 m²
- Hmotnost prázdného stroje: 12 000 kg
- Vzletová hmotnost: 34 400 kg

### Výkony
- Maximální rychlost: 160 km/h (210 km/h s He 111Z)
- Stoupavost: 2,5 m/s (při vleku třemi Bf 110)

### Výzbroj
- 2–4 × kulomet MG 15 ráže 7,92 mm